# داوید اررو
داوید اررو (اسپانیایی: David Herrero‎؛ زادهٔ ۱۸ اکتبر ۱۹۷۹) دوچرخه‌سوار اهل اسپانیا است. وی در مسابقات تور دو فرانس شرکت کرده است.